# کیچی نوزاکی
کیچی نوزاکی (انگلیسی: Keiichi Nozaki؛ زادهٔ ۱ ژانویهٔ ۱۹۶۱) تهیه‌کننده موسیقی، و موسیقی‌دان اهل ژاپن است.